# Наджм, Надия
Надия Мухаммед Яхья Наджм (араб. نادية محمد يحيى نجم‎; род. 23 июля 1998, неизвестно) — египетская гребчиха, выступавшая за сборную Египта по академической гребле в 2010-х годах. Победительница и призёрка первенств национального значения, участница летних Олимпийских игр в Рио-де-Жанейро.

## Биография
Надия Наджм родилась 23 июля 1998 года.
Занималась академической греблей в Швейцарии, проходила подготовку в гребном клубе «Женева», базировавшемся в коммуне Колоньи.
Впервые заявила о себе на международном уровне в сезоне 2016 года, когда вошла в состав египетской национальной сборной и благодаря успешному выступлению на Африканской олимпийской квалификационной регате FISA в Тунисе удостоилась права защищать честь страны на летних Олимпийских играх в Рио-де-Жанейро. На Играх в программе одиночек с третьего места преодолела предварительный квалификационный этап, но на стадии четвертьфиналов стала лишь шестой и в полуфинале так же заняла последнее место — таким образом отобралась в утешительный финал D, где вновь финишировала шестой. Расположилась в итоговом протоколе соревнований на 24-й строке.
После Олимпиады в Рио Наджм осталась действующей спортсменкой и продолжила принимать участие в крупнейших международных регатах. Так, в 2018 году она отметилась выступлением на молодёжном мировом первенстве в Познани, где в зачёте одиночек заняла итоговое 16-е место.